# Kushiro-Shitsugen-Nationalpark
Der Kushiro-Shitsugen-Nationalpark (jap. 釧路湿原国立公園, Kushiro Shitsugen Kokuritsu Kōen) ist ein japanischer Nationalpark im Osten der Region Hokkaidō. Der am 31. Juli 1987 eröffnete Park erstreckt sich über das Kushiro-Feuchtgebiet (Kushiro-shitsugen) auf einer Fläche von 28.788 ha. Es war das erste Feuchtgebiet Japans das als Nationalpark ausgewiesen wurde. Der Park ist mit der IUCN-Kategorie II klassifiziert. Das japanische Umweltministerium ist für die Verwaltung der Nationalparks zuständig. Das Parkgebiet ist in gewöhnliche, besondere und besonders geschützte Zonen aufgeteilt.
Andere Nationalparks auf Hokkaidō sind der Akan-Mashū-, Daisetsuzan-, Rishiri-Rebun-Sarobetsu-, Shikotsu-Toya- und Shiretoko-Nationalpark.

## Geographie

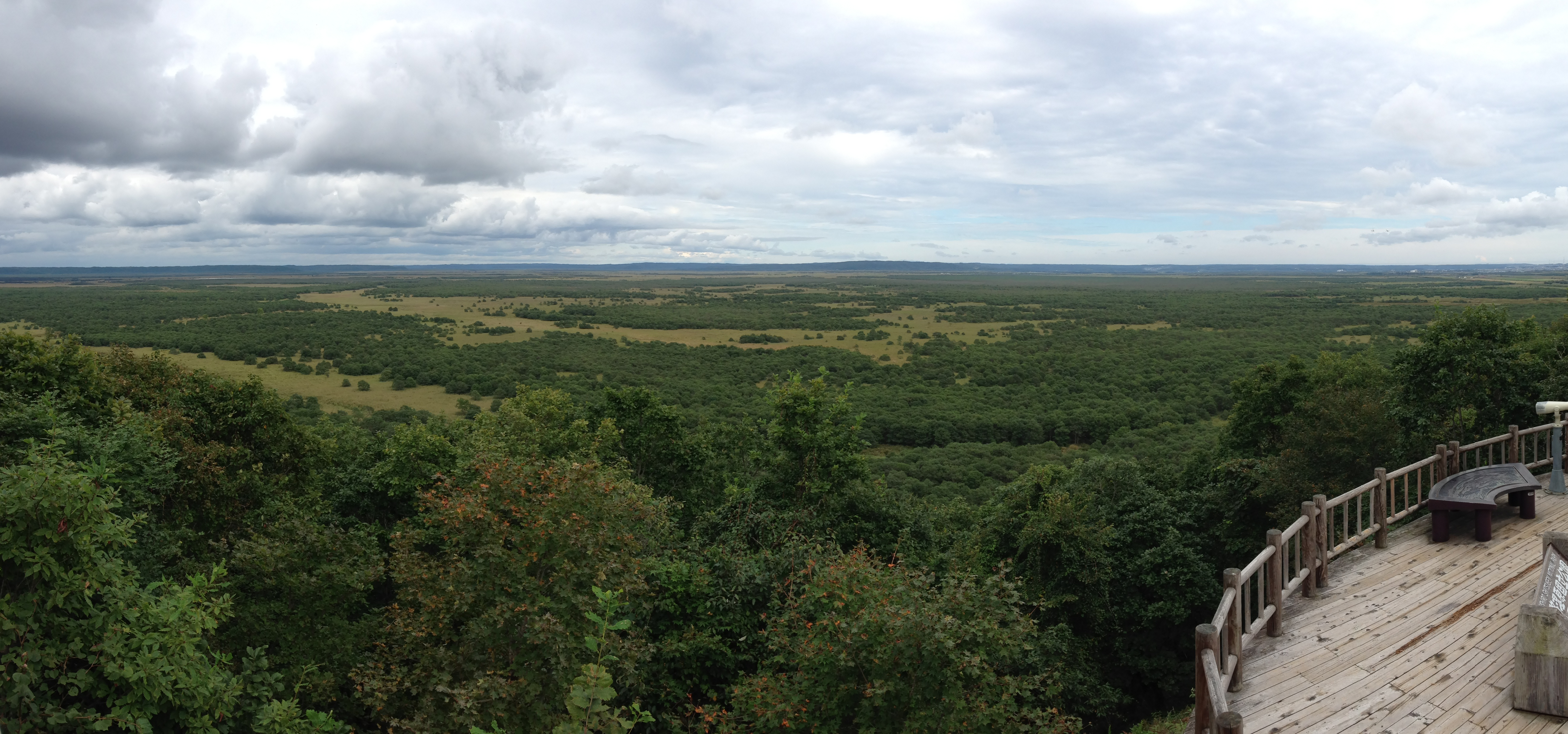
Ein Panoramablick auf den Kushiro-Sumpf, September 2014

Das Feuchtgebiet liegt nur unweit des Pazifischen Ozeans. Vor 10.000 Jahren, nach der letzten Eiszeit, stieg der Meeresspiegel an und bedeckte das heutige Parkgebiet. Nach dem Rückzug des Meerwassers verblieben die Seen Shirarutoro, Toro und Takkobu. Der Kushiro-Fluss läuft durch die niedriger gelegene Ostseite des Parkgebiets.

## Flora und Fauna
Das nacheiszeitliche Marschland des Nationalparks beheimatet eine Vielzahl an Tier- und Pflanzenarten. Die Tierwelt im Park umfasst 39 Säugetierarten, ca. 200 Vogelarten, 5 Reptilienarten, 4 Amphibienarten, 38 Fischarten und über 1000 Insektenarten.
Zu den größeren, häufiger anzutreffenden Säugetieren gehören Marderhunde, die Rotfuchsart Vulpes vulpes schrenckii, der Hokkaido-Sikahirsch (Cervus nippon yesoensis) und die Schneehasen-Unterart Lepus timidus ainu. Eine seltene Tierart ist der als stark gefährdet eingestufte Seeotter.
Viele der ca. 200 Vogelarten des Parks sind Zugvögel wie die Japanbekassine (Gallinago hardwickii), die in Australien und Tasmanien überwintert und der Japanseidensänger (Horornis diphone), der im Winter nach Südostchina zieht. Der in Japan seltene Seeadler (Haliaeetus albicilla) überwintert dagegen im Parkgebiet. Er ist der größte Raubvogel des Landes. Besonders bekannt ist der als stark gefährdet eingestufte Mandschurenkranich (Grus japonensis), der ganzjährig anzutreffen ist. In den bewaldeten Hügeln finden sich viele gewöhnliche Vogelarten wie die Weidenmeise (Poecile montanus), Tannenmeise (Periparus ater) und Schwanzmeise (Aegithalos caudatus).
Aufgrund des kalten Klimas leben im Kushiro-Marschland nur sehr wenige Reptilien- und Amphibienarten, darunter die Skinkart Plestiodon finitimus und die Froschart Rana pirica. Es ist auch einer der wenigen Lebensräume in Japan für den Sibirischen Winkelzahnmolch (Salamandrella keyserlingii).
Im Kushiro lebt die vom Aussterben bedrohte japanische Fischart Parahucho perryi, Japans größter Süßwasserfisch.
Eine der vielen Libellenarten des Parks ist Leucorrhinia intermedia ijimai.
Es finden sich zudem über 700 Pflanzenarten auf dem Parkgebiet. Der Baumbestand besteht hauptsächlich aus Japanischer Erle, die zu den Moor- und Sumpfgehölzen gezählt wird. Daneben finden sich auch Mongolische Eichen und Bergkiefern. An das kalte und feuchte Klima angepasste Pflanzenarten wie Wollgras, Winterkresse, Schwarze Krähenbeere, Jakobsleiter (Unterart Polemonium caeruleum laxiflorum), Wiesen-Schaumkraut und Asiatische Sumpf-Schwertlilie sind verbreitet. Im Toro-See wachsen Wassernüsse, deren Früchte bereits die Ureinwohner Hokkaidōs, die Ainu, als Nahrungsmittel trockneten.

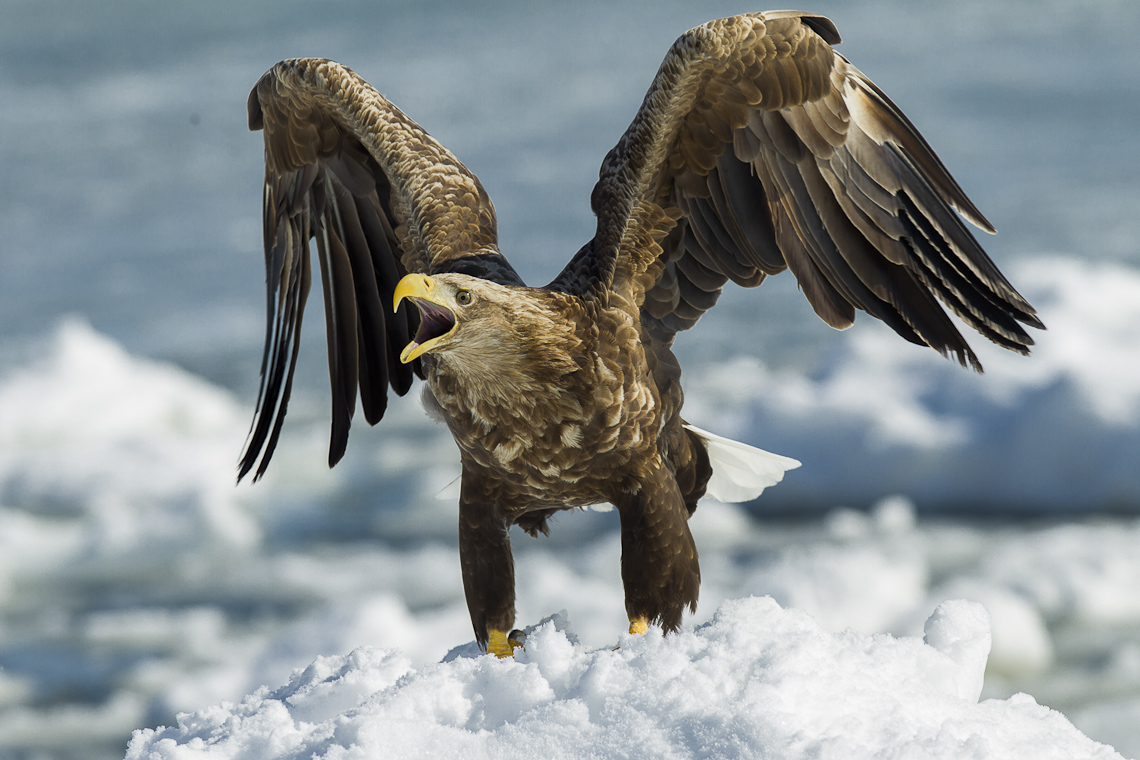
Seeadler
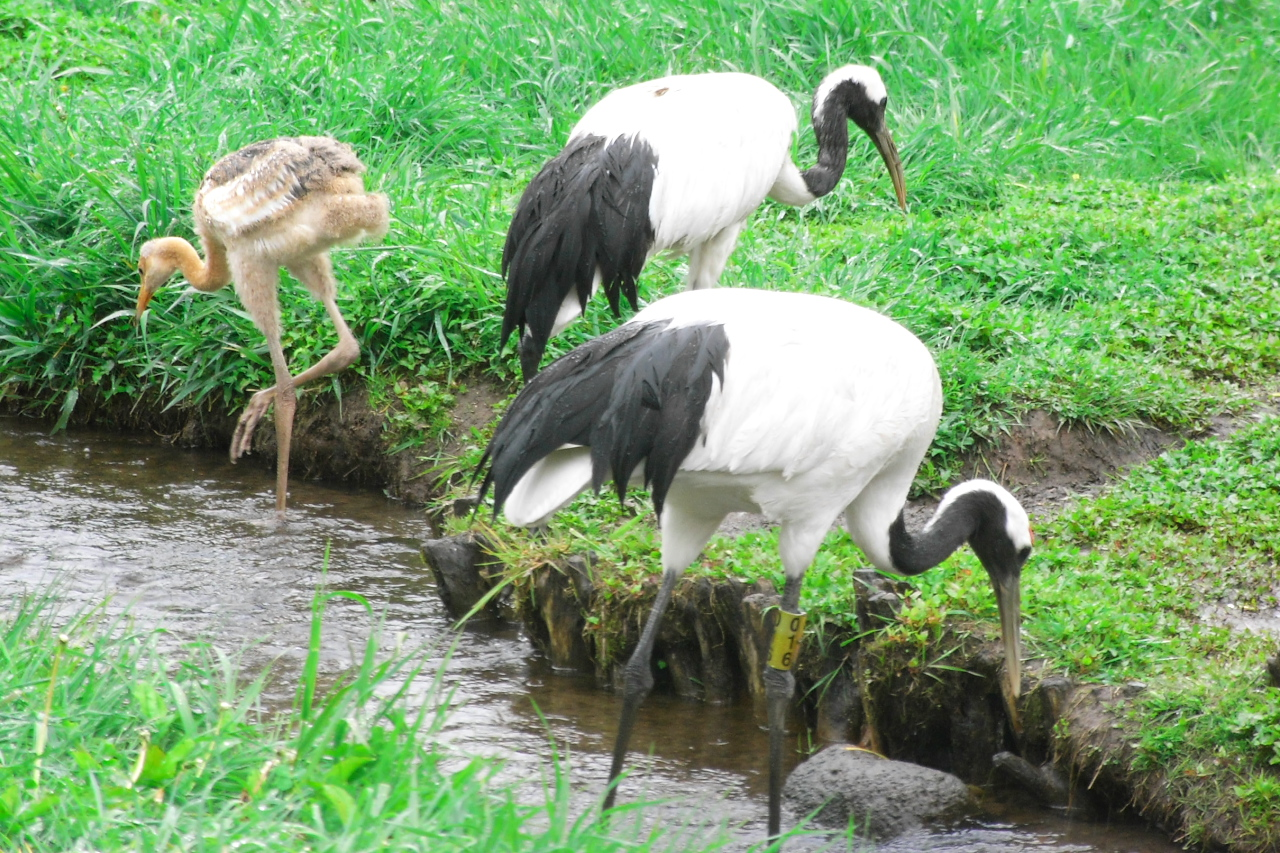
Mandschurenkraniche
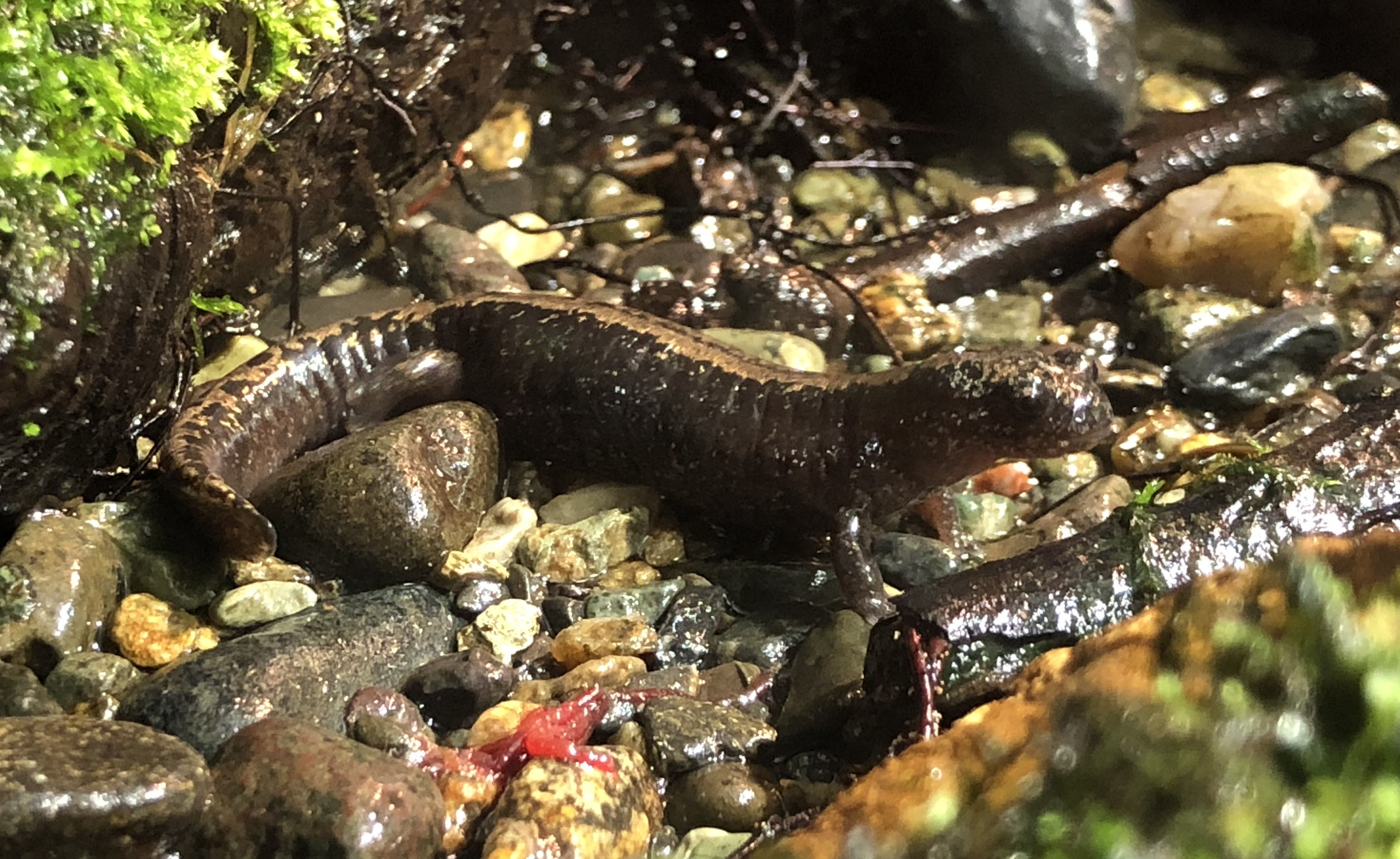
Sibirischer Winkelzahnmolch
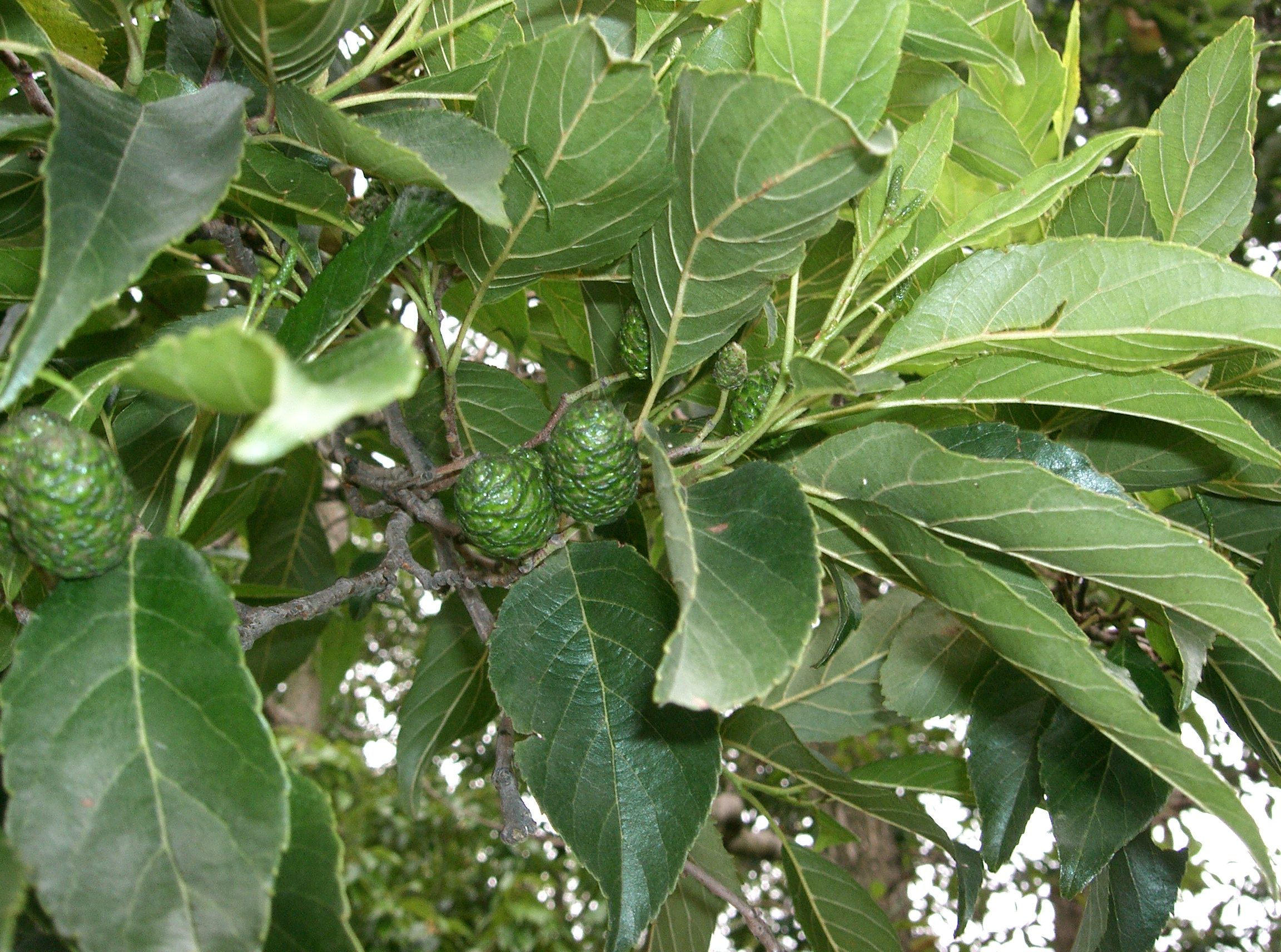
Zweige der Japanischen Erle
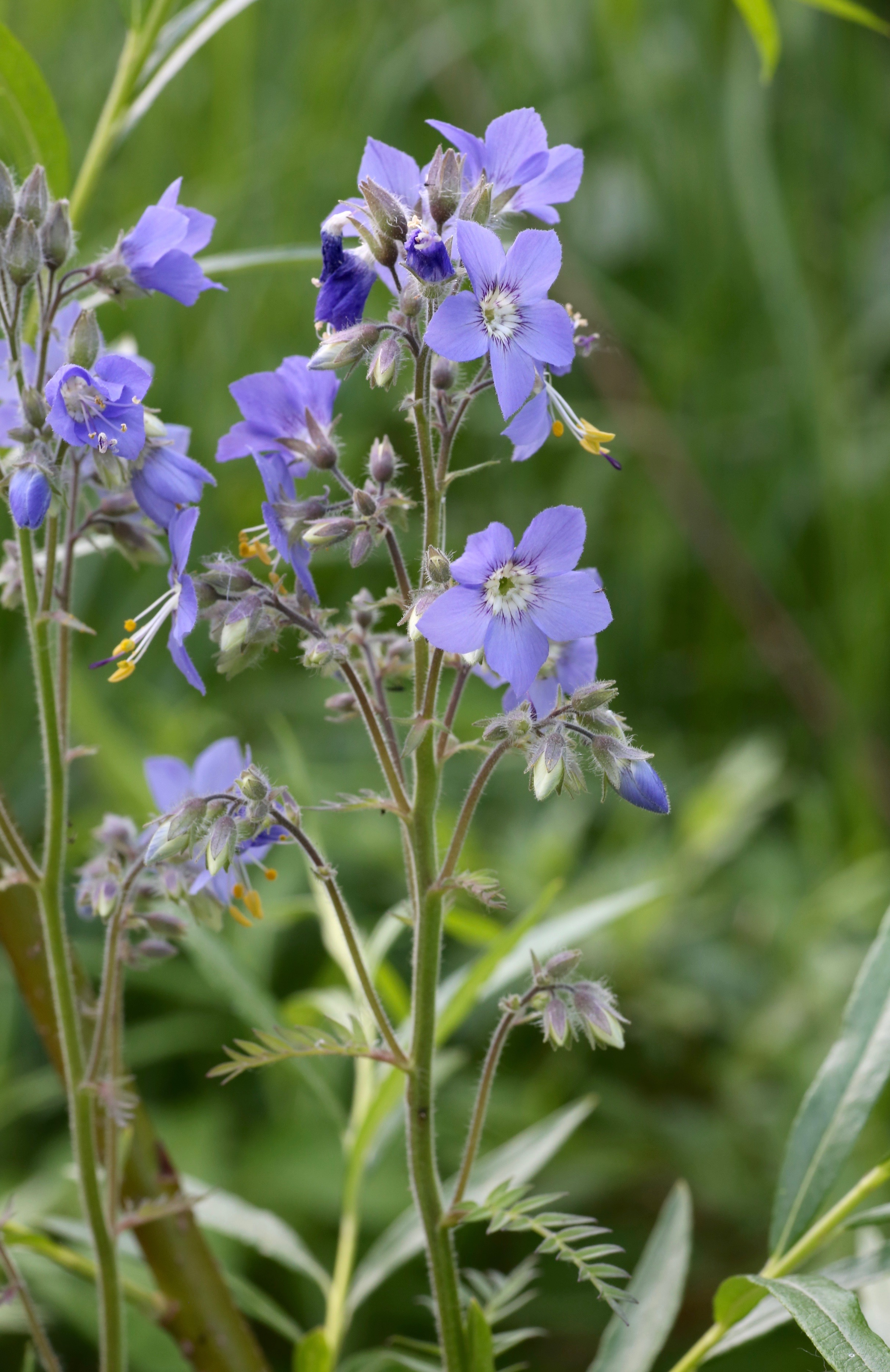
Jakobsleiter
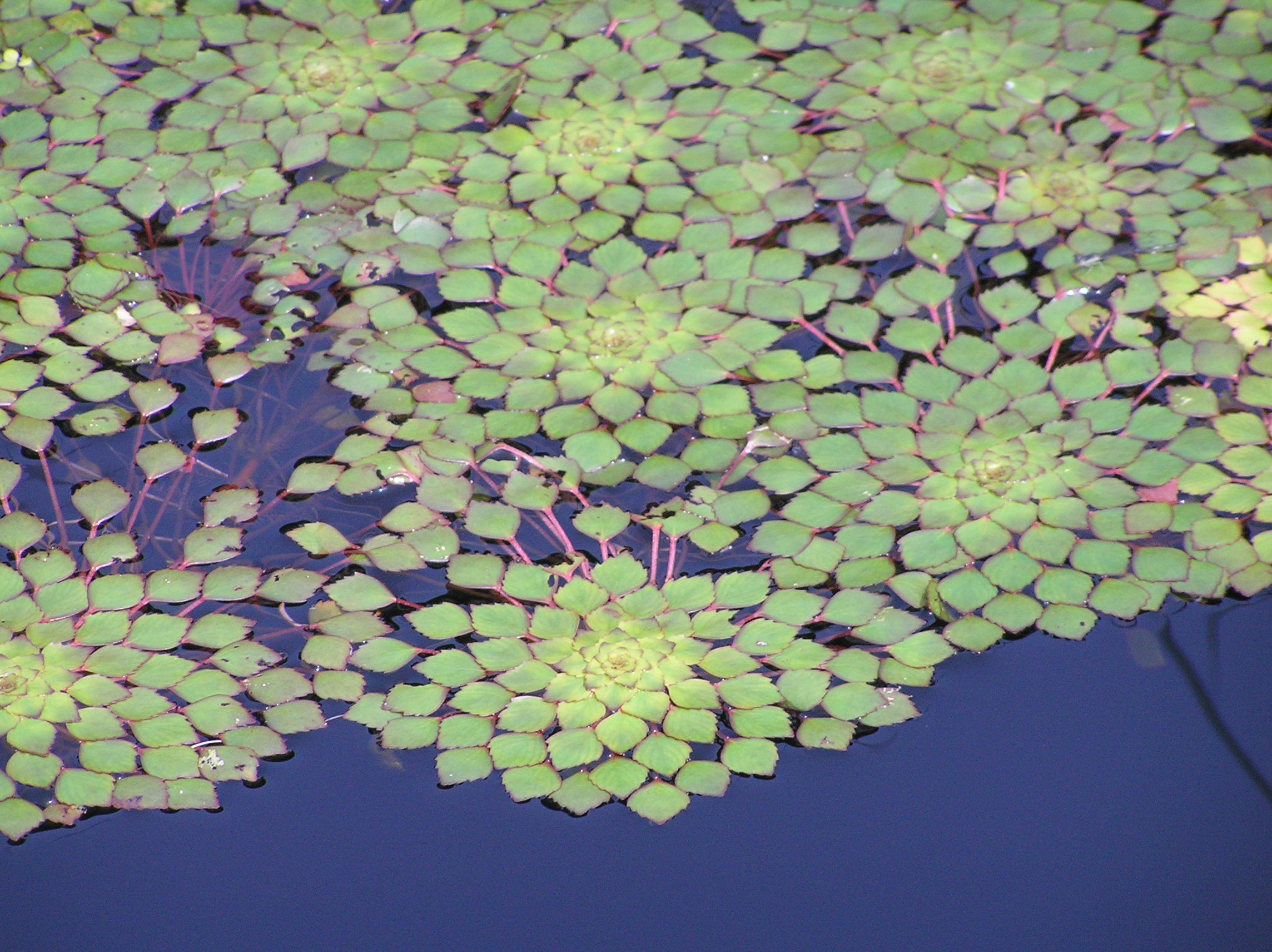
Wassernuss

## Tourismus

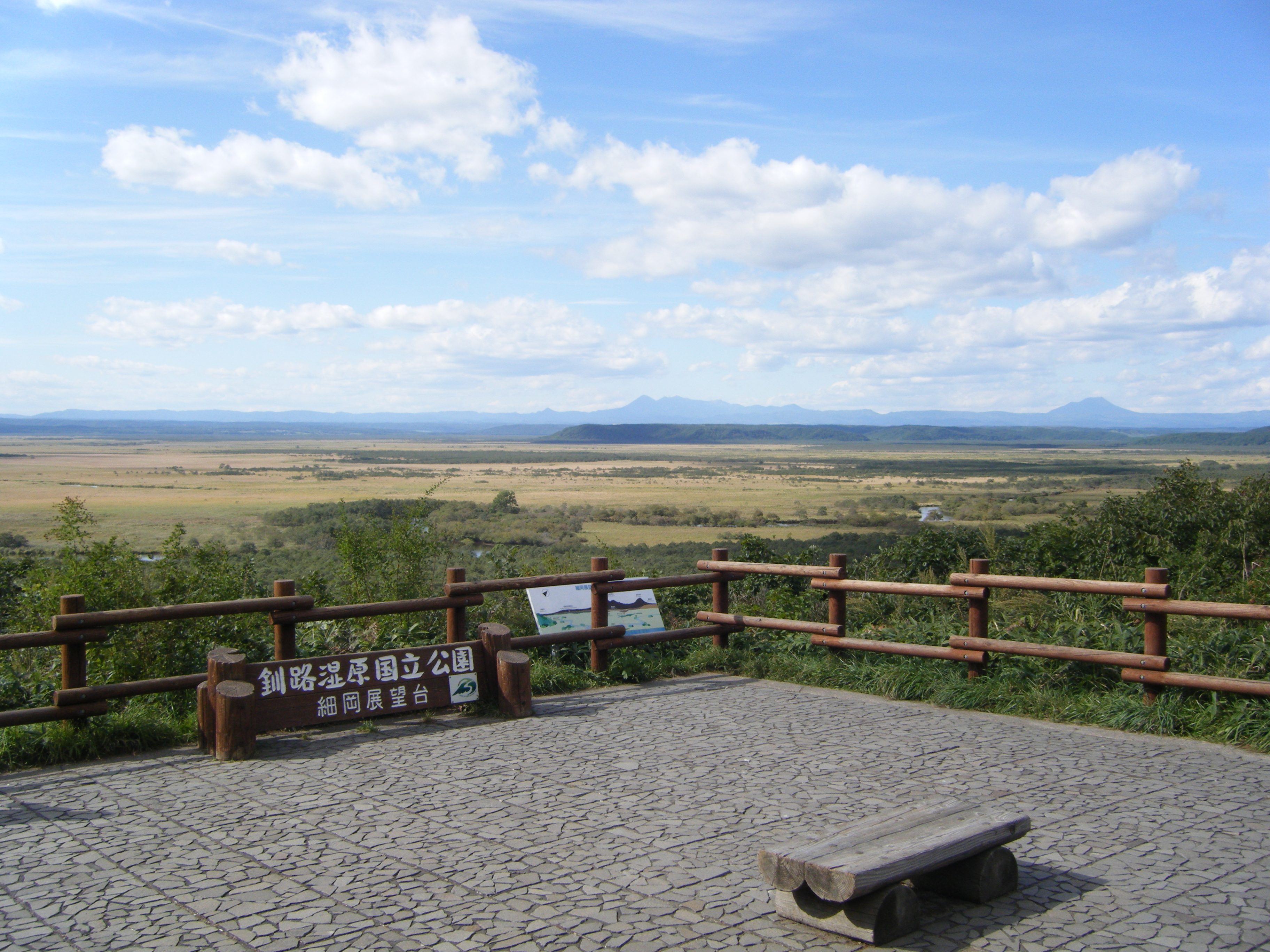
Observationsdeck

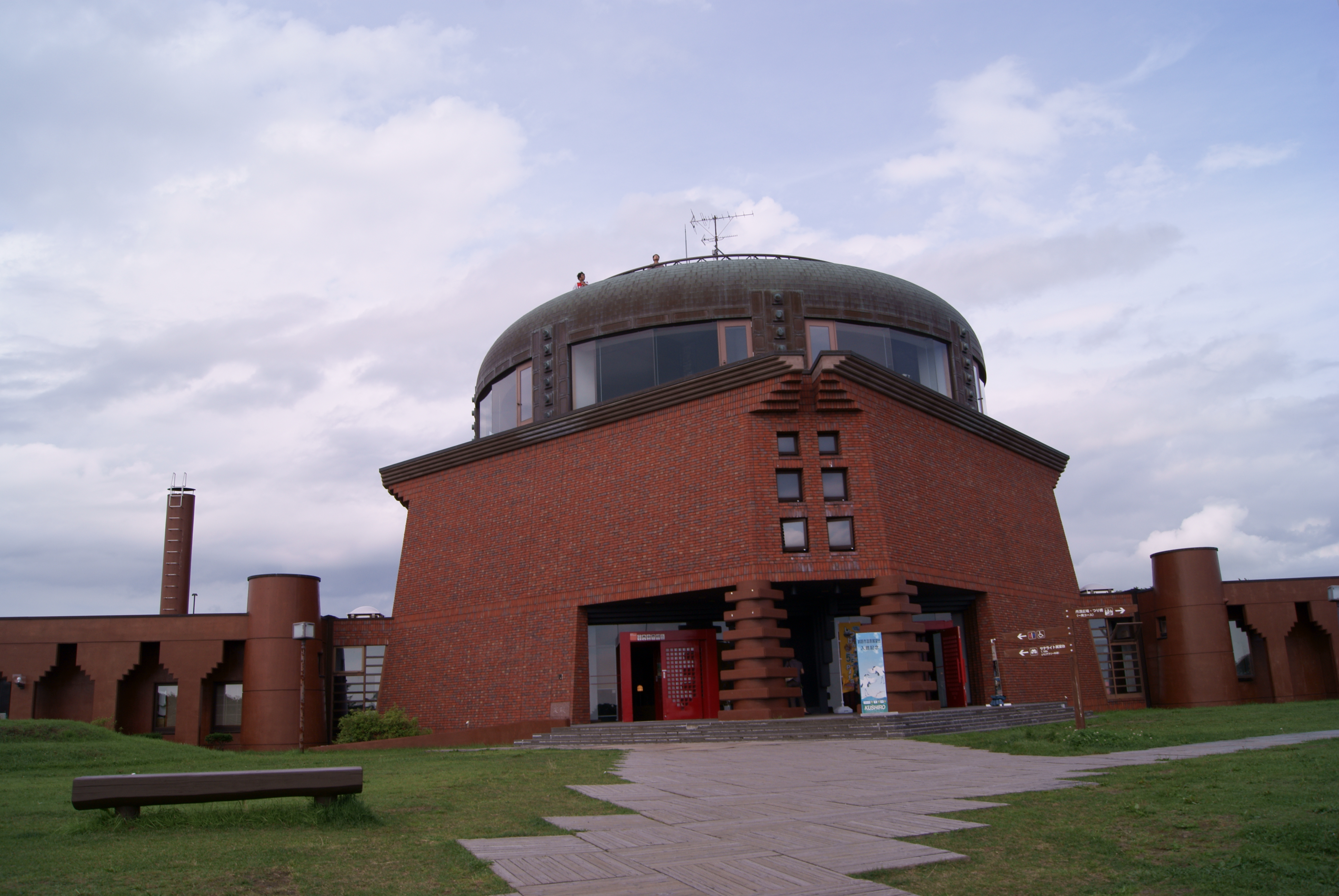
Observatorium im Park

Die jährlichen Besucherzahlen standen zuletzt bei 460.000 (Stand 2013). Als Aktivitäten werden für Besucher u. a. Reit- und Kanutouren angeboten.